# Nunda (Dakota Południowa)
Nunda – miasto w Stanach Zjednoczonych, w stanie Dakota Południowa, w hrabstwie Lake.